# Commemorazione di Atatürk, festa della gioventù e dello sport
La commemorazione di Atatürk, festa della gioventù e dello sport (in turco Atatürk'ü Anma, Gençlik ve Spor Bayramı) è una ricorrenza civile turca che si celebra ogni anno il 19 maggio, in ricordo della Guerra d'indipendenza turca. Fu infatti il 19 maggio 1919 che Atatürk arrivò a Samsun, partìto da Istanbul, in nave "Bandırma", dando così inizio agli eventi. In questa data si svolgono numerose celebrazioni civili in tutte le città della Turchia e vengono inviate ad Ankara delegazioni e omaggi per la celebrazione ufficiale con il presidente della Repubblica.

## Storia
La festa della gioventù e dello sport (Gençlik ve Spor Bayramı) è stata celebrata la prima volta il 24 maggio 1935 come "Giorno di Atatürk" (Atatürk Günü). Un anno dopo, fu proposta la modifica in festa di commemorazione di Atatürk e festa della gioventù e dello sport (19 Mayıs Gençlik ve Spor Bayramı). Il 20 giugno 1938 fu approvata la legge per l'istituzione della festa della gioventù e dello sport e il 12 settembre 1981 fu stabilita la denominazione completa "Commemorazione di Atatürk, festa della gioventù e dello sport".